# Veliki Grđevac
Veliki Grđevac est un village et une municipalité située dans le comitat de Bjelovar-Bilogora, en Croatie. Au recensement de 2001, la municipalité comptait 3 313 habitants, dont 80,41 % de Croates et 8,06 % de Serbes ; le village seul comptait 1 358 habitants.

## Localités
La municipalité de Veliki Grđevac compte 11 localités :
- Cremušina
- Donja Kovačica
- Dražica
- Gornja Kovačica
- Mala Pisanica
- Mali Grđevac
- Pavlovac
- Sibenik
- Topolovica
- Veliki Grđevac
- Zrinska